# قائمة العطل الرسمية في اليابان
الأعياد الوطنية في اليابان (国民の祝日 كوكومين كيوجيتسو) هي أعياد تم إقرارها بموجب القانون في اليابان.
بالإضافة إلى الأعياد الأساسية المحددة في القانون يتم العمل بنظام اليوم البديل (振替休日 فوري كايه كيوجيتسو) حيث ينص القانون أنه في حال صادف أحد الأعياد الوطنية يوم الأحد وكان اليوم التالي له ليس عيدا وطنيا فيكون يوم التالي هو عطلة رسمية. بالتناوب بين العطلتين، يصبح هذا اليوم أيضا عطلة.

## قائمة الأعياد الوطنية في اليابان
| اسم العطلة                                              | التاريخ                        | ملاحظة |
| ------------------------------------------------------- | ------------------------------ | --- |
| عيد رأس السنة 元日 (غانجيتسو)                           | 1 كانون الثاني                 | أسس هذا العيد في عام 1948 كيوم للاحتفال برأس السنة وبداية أهم فترات العام في اليابان التي تكون في أول ثلاث أو سبع أيام من السنة. |
| عيد البلوغ 成人の日 (سيجين نو هي)                       | ثاني يوم اثنين من كانون الثاني | أقر هذا العيد عام 1948 لتهنئة الأشخاص الذين يبلغون 20 عامًا من العمر، حيث تقام العديد من الاحتفالات في مراكز المدن والبلدات بهذه المناسبة. |
| يوم التأسيس الوطني 建国記念の日 (كينكوكو كينين نو هي)   | 11 شباط                        | هو عيد وطني في اليابان يصادف يحتفل في اليابان في هذا اليوم ذكرى تأسيس دولة اليابان ببداية سلالة الأباطرة بدءاً من أول إمبراطور أسطوري جينمو تينو الذي أسس أول عاصمة في ياماتو (حالياً ضمن محافظة نارا). |
| الاعتدال الربيعي 春分の日 (شونبون نو هي)                | حوالي 20 آذار                  | تأسس هذا العيد عام 1948 كيوم لتكريم الطبيعة وحب المخلوقات. |
| يوم شووا 昭和の日 (شووا نو هي)                          | 29 نيسان                       | تأسس هذا العيد عام 2007 لاستذكار الأحداث التي جرت في فترة شووا ويصادف عيد ميلاد الإمبراطور شووا. يصادف هذا اليوم بداية الأسبوع الذهبي. |
| عيد ذكرى الدستور 憲法記念日 (كينبو كينينبي)             | 3 أيار                         | تأسس هذا العيد عام 1948 ليخلد يوم إقرار الدستور الياباني، يقع هذا العيد في الأسبوع الذهبي. |
| اليوم الأخضر みどりの日 (ميدوري نو هي)                  | 4 أيار                         | يحتفل بهذا العيد تكريما للطبيعة ونعمها. يقع هذا العيد في الأسبوع الذهبي. |
| عيد الأطفال こどもの日 (كودومو نو هي)                   | 5 أيار                         | تأسس هذا العيد عام 1948 لتقدير الأطفال وتمنى سعادتهم، يقع هذا العيد في الأسبوع الذهبي. |
| يوم البحر 海の日 (أومي نو هي)                           | ثالث يوم اثنين من تموز         | تأسس هذا العيد عام 1995 كعيد لشكر البحار والمحيطات على أفضالها على اعتبار أن البحار تحيط اليابان من كل جهة. |
| يوم الجبل (山の日 Yama no Hi)                           | 11 آب                          | وقد تم يوم الجبل عام 2014 ليصبح عطلة رسمية جديدة من أجل دفع اليابانيين لتشارك "المناسبات للتكيف مع الجبل والاستفادة من مزاياه". |
| يوم احترام المسنين 敬老の日 (كيرو نو هي)                | ثالث يوم اثنين من أيلول        | هو يوم عيد وطني منذ 1966 وكان يقام في 15 سبتمبر. أما اعتبارا من 2003 فقد أصبح يتم الاحتفال به في يوم الاثنين الثالث من سبتمبر وذلك من أجل الحصول على عطلة ثلاثة أيام متصلة (بالإضافة إلى السبت والأحد) يستطيع فيها الموظفون أخذ إجازة وقضاءها بالسفر أو ممارسة النشاطات الأخرى التي لا تكفيها عطلة نهاية الأسبوع. هذا اليوم لاحترام كبار السن وتمني مديد العمر لهم. |
| الاعتدال الخريفي 秋分の日 (شوبون نو هي)                 | حوالي 23 أيلول                 | تأسس عام 1948 كعيد لتذكر الأسلاف وزيارة قبور الأموات. |
| يوم الرياضة (تايئكو نو هي)                              | ثاني يوم اثنين من تشرين الأول  | أسس هذا العيد عام 1966 للاستمتاع بالرياضة والاعتناء بصحة الجسد والعقل. |
| يوم الثقافة 文化の日 (بونكا نو هي)                      | 3 تشرين الثاني                 | تأسس هذا العيد عام 1948، وهو يخلد ذكرى إقرار دستور اليابان كرمز للحرية وتشجيع الثقافة. |
| يوم شكر العمل 勤労感謝の日 (كينرو كانشا نو هي)          | 23 تشرين الثاني                | تأسس هذا العيد عام 1948 لشكر العمل والعمال. |
| عيد ميلاد إمبراطور اليابان 天皇誕生日 (تينو نو تانجوبي) | 23 كانون الأول                 | يحتفل به حالياً في يوم 23 كانون الأول من كل عام حيث يصادف هذا اليوم ذكرى ميلاد الإمبراطور الحالي أكيهيتو الذي ولد في 23 كانون الأول 1933. ُفي عهد الإمبراطور السابق هيروهيتو كان يحتفل بعيد ميلاد الإمبراطور في 29 أبريل، وهو بقي كعيد رسمي في اليابان حتى بعد وفاة الإمبراطور هيروهيتو حيث أعيدت تسميته عام 1989 إلى اليوم الأخضر وفي عام 2007 إلى يوم شووا.         |